# Otakar Smrčka
Otakar Smrčka (1. září 1897 Litovel – 12. března 1943 Breslau) byl český advokát, činovník Sokola a odbojář popravený nacisty.

## Život

### Před druhou světovou válkou
Otakar Smrčka se narodil 1. září 1897 v Litovli v rodině advokáta Františka Smrčky. Rodina byla vlastenecky založena a již od mládí byl členem olomoucého Sokola, jeho otec byl i zakladatelem olomoucké sokolské župy. Během první světové války byl nasazen na ruské frontě v Haliči. Zde vážně onemocněl a po vyléčení již nebyl uznán schopným pro polní službu, působil poté u týlové instituce v Brně. Vystudoval Právnickou fakultu Univerzity Karlovy a v Olomouci převzal po svém otci advokátní kancelář. Bydlel v Hodolanech v dnešní ulici Smrčkova a v Olomouci ulice Švermova 7. Měl zdravotní problémy a proto se nemohl naplno věnovat sokolskému cvičení, o to více se zaměřil na činovnictví a vzdělavatelství. V roce 1934 byl zvolen starostou sokolské župy Olomoucké, tuto funkci vykonával až do svého zatčení. Společensky se angažoval i v jiných spolcích mj. ve Spolku pro postavení pomníku prezidentu Masarykovi v Olomouci a v Klubu přátel umění.

### Druhá světová válka
Po německé okupaci v březnu 1939 se Otakar Smrčka zapojil do protinacistického odboje. Stal se členem oblastního velitelství Obrany národa a za tuto činnost byl 19. srpna 1940 zatčen gestapem. Vězněn a vyslýchán byl v Olomouci, na Mírově a v Breslau, zde poté odsouzen k trestu smrti a 12. března 1943 popraven. Urna s jeho popelem je umístěna v kolumbáriu Husova sboru v Olomouci.

## Posmrtné připomínky

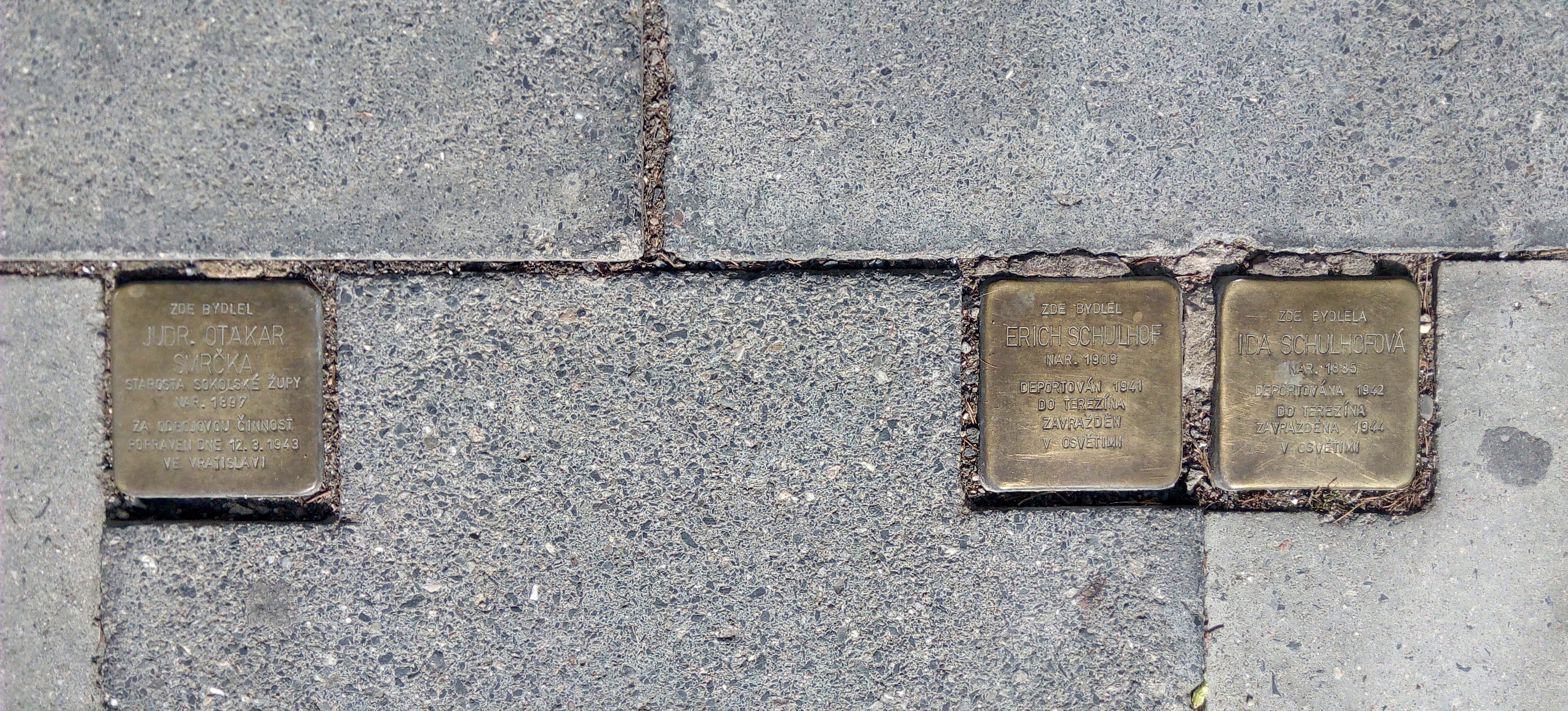
Kámen zmizelých Otakara Smrčky (vlevo) ve Švermově ulici v Olomouci

- V červnu 1945 byla po Otakaru Smrčkovi pojmenována olomoucká sokolská župa
- V roce 1947 vyšla kniha Památce bratra dr. Otakara Smrčky
- Před domem ve Švermově ulici čp. 1036/7 v Olomouci, kde Otakar Smrčka bydlel, mu byl v roce 2015 umístěn Kámen zmizelých[1]